# Dorothea Klumpke

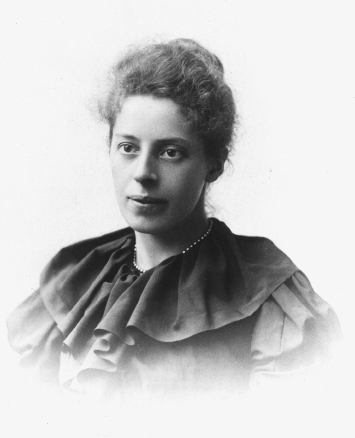
Dorothea Klumpke, um 1886

Dorothea Klumpke, verheiratete Roberts, (* 9. August 1861 in San Francisco, Kalifornien; † 5. Oktober 1942, ebenda) war eine US-amerikanische, überwiegend in Paris lebende Astronomin.

## Leben
Dorothea Klumpke war die Tochter des deutschen Einwanderers John Gerard Klumpke (1825–1917), der ursprünglich im Goldrausch nach Kalifornien kam und dort ein Vermögen mit Immobilien machte, und von Dorothea Mathilda Tolle (Heirat 1855). Klumpke wurde wie ihre fünf Schwestern und zwei Brüder auf Schulen nach Europa geschickt. Von ihren Schwestern wurde Anna Elizabeth eine bekannte Malerin, Julia eine Violinistin und Komponistin (Schülerin von Eugène Ysaÿe), Mathilda eine Pianistin (Schülerin von Antoine François Marmontel) und Augusta eine Neurologin, die mit ihrem Ehemann Joseph Jules Dejerine eine Klinik gründete.
Ab 1877 war Dorothea Klumpke in Paris und studierte an der Sorbonne, wo sie 1886 einen Abschluss in Mathematik (bzw. Astronomie) machte, nachdem sie vorher, wie zwei ihrer Schwestern, eine Ausbildung als Musikerin begonnen hatte. Danach nahm sie eine Stellung am Pariser Observatorium an, wo sie unter anderem mit Guillaume Bigourdan und Lipót Schulhof und den Pionieren der Astrofotografie Paul und Prosper Henry zusammenarbeitete, die mit dem neuen 34-cm-Refraktor Asteroiden fotografierten. Als am Pariser Observatorium ein Leiter für das große internationale Himmelskartenprojekt (Carte du Ciel) gesucht wurde, für das Sterne bis zur 11. Magnitude kartografiert werden sollten, setzte sie sich gegen die Konkurrenz von 50 Männern durch.
1893 war sie die erste Frau, die in Frankreich einen Doktorgrad in Mathematik erhielt mit einer Dissertation über die Saturnringe. Zu den Prüfern zählten Gaston Darboux, Marie Henri Andoyer und Félix Tisserand.
1899 wurde sie vom Direktor des Observatoriums in Meudon Jules Janssen ausgewählt, von französischer Seite Ballonuntersuchungen für den Leoniden-Meteorschauer durchzuführen (der nach Beobachtungen 1799, 1833 und 1866 als letztes großes astronomisches Ereignis des zu Ende gehenden 19. Jahrhunderts vorhergesagt worden war), was allerdings für die damaligen hochgesteckten Erwartungen enttäuschende Ergebnisse brachte. Am 16. November 1899 stieg sie früh morgens mit dem Ballon Le Centaur mit zwei Begleitern über Paris in 1600 Fuß Höhe auf und flog mit ihm Richtung Ärmelkanal. In fünf Stunden sahen sie aber nur 30 Meteore, von denen die Hälfte zu den Leoniden gehörten. Gleichzeitig wurden solche Ballonuntersuchungen in Deutschland und Russland durchgeführt. Als führende weibliche Aeronautin und erste Frau, die astronomische Beobachtungen vom Ballon aus machte, erhielt sie damals aber große Aufmerksamkeit.
Auf einer Expedition mit dem Schiff Norse King nach Norwegen zur Beobachtung der totalen Sonnenfinsternis vom 9. August 1896 (die allerdings von Wolken verdeckt war) lernte sie den wohlhabenden walisischen Unternehmer und Pionier der Astrofotografie Isaac Roberts (1829–1904) kennen, der ein eigenes privates Observatorium besaß. 1901 heirateten beide (trotz eines Altersunterschieds von 31 Jahren). Sie verließ das Pariser Observatorium und unterstützte ihren Mann bei der Fotografie von astronomischen Nebeln (die 52 Fields of Nebulosity von William Herschel). Nach dem Tod ihres Mannes 1904 setzte sie seine Arbeit fort, zunächst in ihrem gemeinsamen Wohnsitz in Sussex und dann in Paris, wo sie wieder am Observatorium arbeitete und mit ihrer Schwester Anna und ihrer Mutter im Chateau von Rosa Bonheur wohnte. 25 Jahre lang maß sie die fotografischen Platten der Nebel aus und veröffentlichte sie 1929 (zum 100. Geburtstag ihres Mannes) als The Isaac Roberts Atlas of 52 Regions, a Guide to William Herschel’s Fields of Nebulosity. Dafür erhielt sie 1932 den Hèléne und Paul Helbronner Preis der französischen Akademie der Wissenschaften.
1934 zog sie mit ihrer Schwester Anna wieder nach Kalifornien, wo sie danach blieb. Ihre US-amerikanische Staatsbürgerschaft hatte sie nie aufgegeben. Ihr Haus war in San Francisco Mittelpunkt eines Kreises von Wissenschaftlern und Künstlern.
1893 wurde sie akademischer Offizier der französischen Akademie der Wissenschaften, deren ersten Prix des Dames sie 1889 erhielt. 1934 wurde sie vom französischen Präsidenten persönlich als Ritter der Ehrenlegion ausgezeichnet.
Nach ihr ist der „Klumpke-Roberts-Award“ der Astronomical Society of the Pacific benannt, ursprünglich von ihr als Vorlesungsreihe gestiftet und seit 1974 als jährlicher Preis an Personen oder Gruppen verliehen, die sich um die Popularisierung der Astronomie verdient gemacht haben. Klumpke vermachte der Astronomical Society of the Pacific ebenso wie der University of California und dem Pariser Observatorium Stiftungen und setzte sich für eine Förderung von Frauen in der Astronomie ein. Die Kleinplaneten 339 Dorothea und 1040 Klumpkea sind nach ihr benannt.
Sie war Fellow der Royal Astronomical Society, Mitglied der British Astronomical Association, der Sociétié Astronomique de France, der Astronomical Society of the Pacific.
Nach Dorothea Klumpkes Tod im Jahr 1942 wurde ihre Urne im San Francisco Columbarium bestattet.